# Egri vár (Pilis)
Az egri vár másolata a Pilisben, a Nagy-Kevély délnyugati lejtőjén, Pilisborosjenő határában fekszik, közel a Teve-sziklához és az Országos Kéktúra útvonalához. A várat az Egri csillagok című film forgatásához építették az 1960-as években. Várkonyi Zoltán filmrendező a látványos, több ezer statisztát felvonultató csatajelenetekhez választotta a Pilisborosjenő és Csobánka között húzódó völgyet a film egyik helyszínéül. A forgatások alatt a nagyrészt fából készült vár egy része leégett, de rögtön újjá is építették. A film elkészülte óta magára hagyatva pusztul. A forgatás 40. évfordulójára 2008 nyarán a vár környékét a Pilisborosjenői Önkormányzat rendbe hozatta és emléktáblát helyezett ki.

## További filmforgatások
A várat az Egri csillagok forgatása után még számos magyar filmhez használták forgatási helyszínül, pl.: Mennyei seregek, Gyula vitéz télen-nyáron, Sztrogoff Mihály, Rab ember fiai, Angyalbőrben, Magyar vándor stb.
A helyszínt használták a Vaják című sorozat forgatása során is.

## Galéria

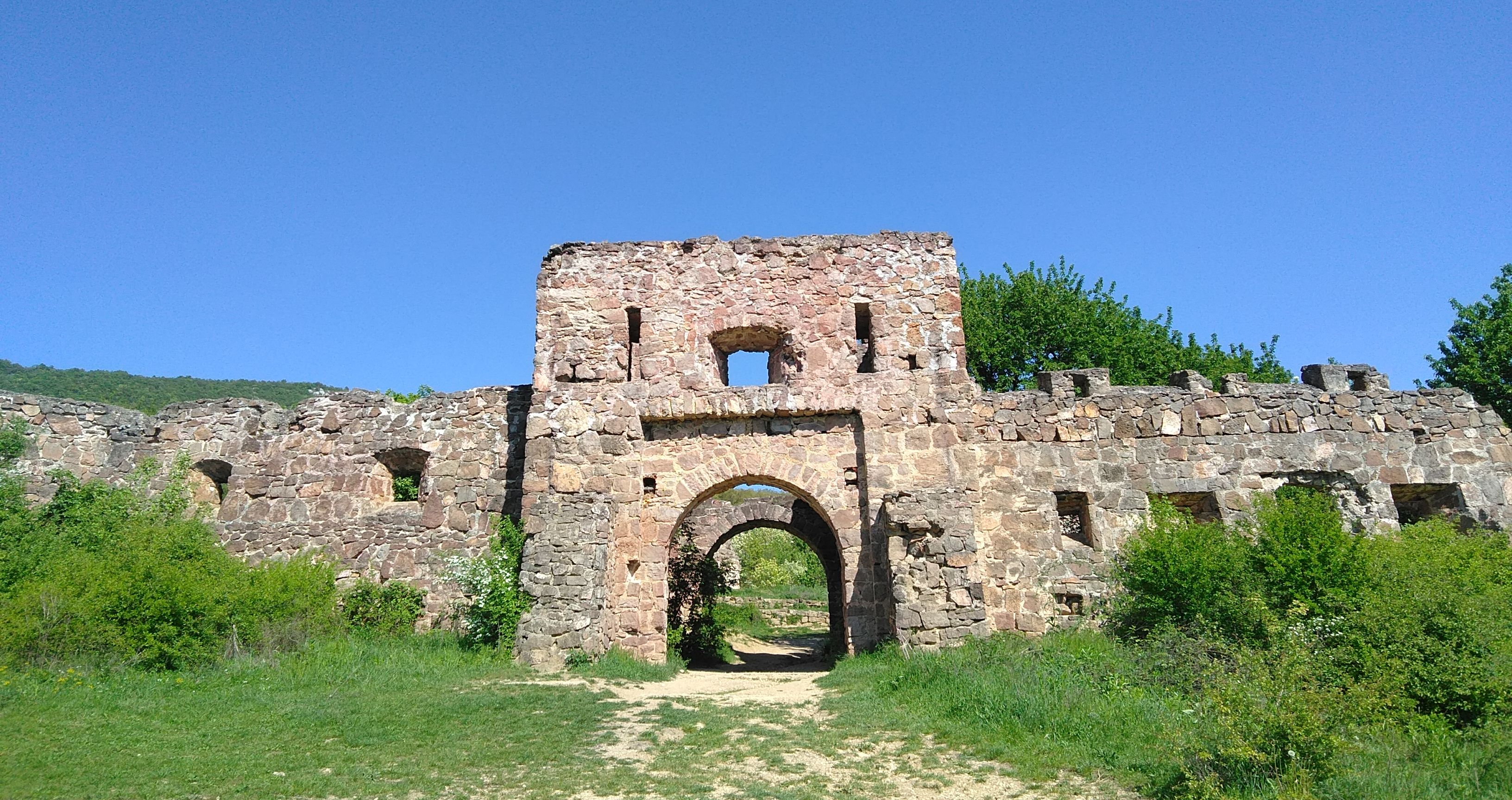
A vár főkapuja
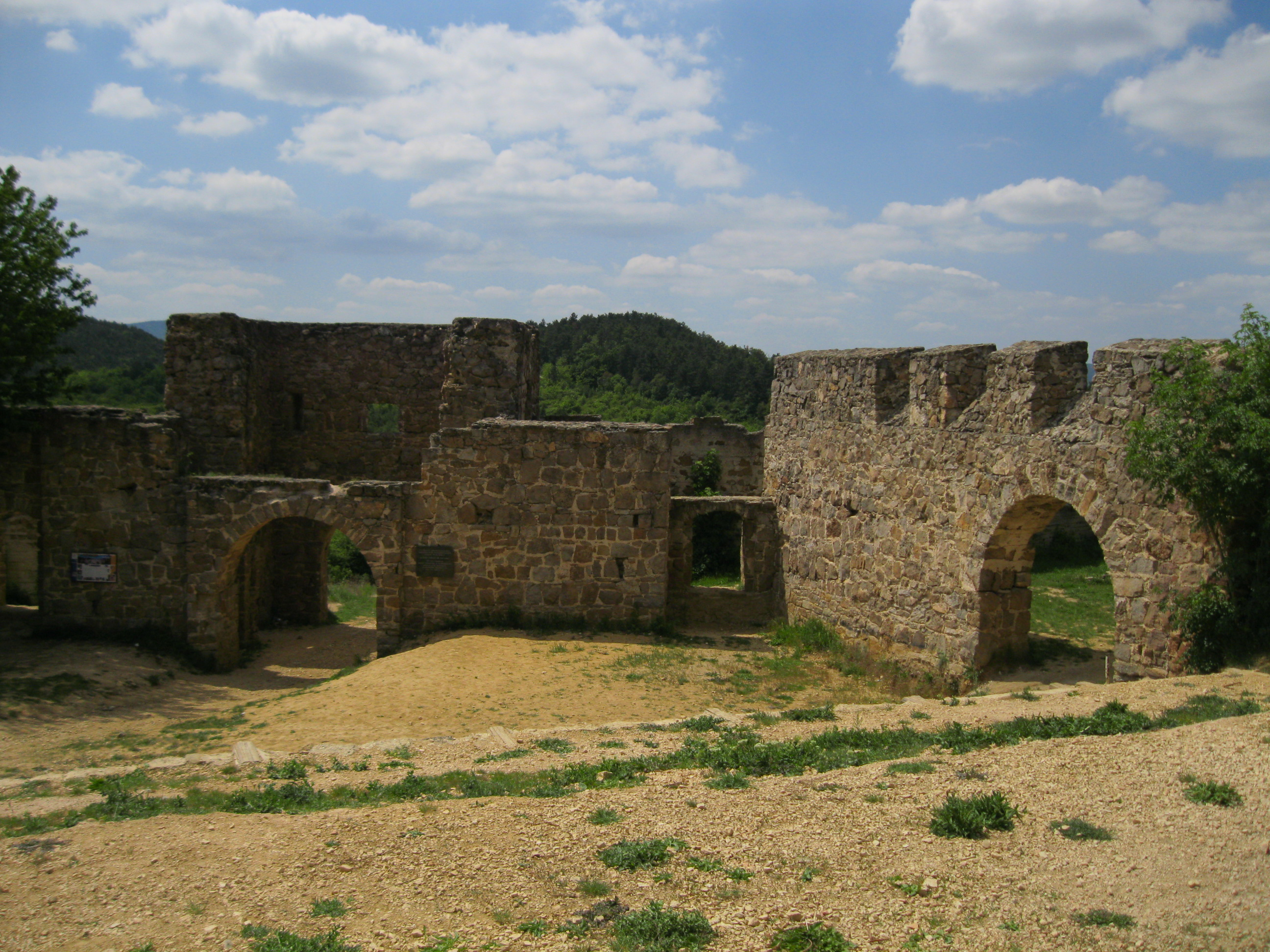
A pilisborosjenői egri vár